# 安波利諾湖
安波利諾湖是意大利的湖泊，位於該國南部，由科森扎省和克羅托內省負責管轄，面積5.59平方公里，海拔高度1,278米，蓄水量6,800萬立方米。